# Ghiacciaio Dun
Il ghiacciaio Dun è un ripido ghiacciaio lungo circa 3 km situato nella zona occidentale dei colli Kukri, nella regione centro-occidentale della Dipendenza di Ross, in Antartide. Il ghiacciaio, il cui punto più alto si trova a circa 1600 m s.l.m., si trova in particolare in una piccola valle sul fianco orientale del monte Coates, dove fluisce verso sud, parallelamente al ghiacciaio Hedley, che scorre lungo il versante opposto dello stesso monte, fino a unire il proprio flusso a quello del ghiacciaio Ferrar.

## Storia
Il ghiacciaio Dun è stato scoperto e mappato dalla squadra occidentale della spedizione Terra Nova, condotta dal 1910 al 1913 e comandata dal capitano Robert Falcon Scott, e così battezzato da Thomas Griffith Taylor, leader di quella squadra, tuttavia il motivo di tale nome non ci è noto.